# 비오는 날
〈비오는 날〉(중국어: 下雨天)은 걸 그룹 에이프릴이 중화민국에서 발표한 곡이다. 2016년 9월 2일 MTV의 프로그램 《IDOLS OF ASIA》에서 공개했다.

## 설명
- 대만 가수 南拳妈妈(남권마마)가 2008년에 발표한 노래를 리메이크 했다.